# Мари (Небраска)
Мари (енгл. Murray) град је у америчкој савезној држави Небраска.

## Демографија
По попису из 2010. године број становника је 463, што је 18 (-3,7%) становника мање него 2000. године.
| Група             | 2000.       | 2010.       |
| Белци             | 465 (96,7%) | 433 (93,5%) |
| Афроамериканци    | 0 (0,0%)    | 1 (0,2%)    |
| Азијати           | 6 (1,2%)    | 1 (0,2%)    |
| Хиспаноамериканци | 8 (1,7%)    | 19 (4,1%)   |
| Укупно            | 481         | 463         |